# Arup Vejle
Arup Vejle är en sjö och tidigare fjordarm på ön Vendsyssel-Thy  i  Danmark. Den ligger i Region Nordjylland, i den nordvästra delen av landet. Arup Vejle är genom kanaler sammanlänkad med andra insjöar och med Limfjorden.
Arup Vejle är ett fågelskyddsområde, med blant annat häckande skedstork och ingår i Natura 2000 området Løgstør Bredning, Vejlerne og Bulbjerg.